# NK Kraljevčan 38 Donji Kraljevec
NK Kraljevčan 38 je nogometni klub iz Donjeg Kraljeveca u Međimurju.
NK Kraljevčan nastao je 1938. godine. Domaće utakmice igra na stadiona Fundacije. Boja dresa je bijelo plava. 

## Natjecanje
NK Kralječan 38 se trenutačno natječe u 1. ŽNL Međimurskoj.

## Povijest
Nogomet se u Donjem Kraljevcu počeo igrati 1921. godine. Prva prava nogometna lopta donesena je sedam godina poslije. Najveći uspjeh NK Kraljevčana je 10. mjesto u sezoni 1996./97. u 2. HNL.